# Récession de 1969-1970
La récession de 1969-1970 a été une récession relativement légère aux États-Unis. Selon le National Bureau of Economic Research, la récession a duré 11 mois, de décembre 1969 à novembre 1970, après un marasme économique qui a commencé en 1968 et qui, à la fin de 1969, était devenu sérieux, mettant ainsi fin à la troisième plus longue expansion économique de l'histoire des États-Unis, qui avait commencé en février 1961 (seules les années 1990 et 2010 ont connu une période de croissance plus longue). 
À la fin de l'expansion, l'inflation était en hausse, peut-être en raison de l'augmentation des dépenses déficitaires en période de plein emploi. Cette récession relativement légère a coïncidé avec une tentative de commencer à combler les déficits budgétaires de la guerre du Vietnam (resserrement budgétaire) et avec la hausse des taux d'intérêt de la Réserve fédérale (resserrement monétaire).
Au cours de cette récession relativement modérée, le produit intérieur brut des États-Unis a chuté de 0,6 %. Bien que la récession ait pris fin en novembre 1970, le taux de chômage n'a pas atteint son maximum avant le mois suivant. En décembre 1970, le taux a atteint son sommet pour le cycle, soit 6,1 %.